# Saint Andrew (Granada)
Saint Andrew é uma paróquia de Granada. Sua capital é a cidade de Grenville.